# Barbara Garrick
Barbara Garrick (New York, 3 december 1965) is een Amerikaanse actrice.
Er is wat onduidelijkheid over haar geboorteplaats, op haar persoonlijke website staat New York.

## Biografie
Garrick is geboren in New York, maar groeide op in Toronto Canada. Zij begon haar carrière met professioneel danseres en begon met acteren op haar achttienjarige leeftijd. Zij heeft het acteren geleerd aan de Juilliard School in New York. 
Garrick begon in 1985 met acteren in de televisieserie The Guiding Light. Hierna heeft zij nog meerdere rollen gespeeld in televisieseries en films zoals Working Girl (1988), Sleepless in Seattle (1993), The Firm (1993), The Ice Storm (1997), As the World Turns (1998-1999), Far from Heaven (2002), Jumper (2008) en One Life to Live (2008-2012).

## Filmografie

### Films
Uitgezonderd korte films.
- 2014 That Awkward Moment - als moeder van Chelsea
- 2013 Blue Jasmine - als vriendin van Hal en Jasmine
- 2013 Devil You Know – als Joan Stone
- 2008 The Loss of a Teardrop Diamond – als Mevr. Dobyne
- 2008 Jumper – als Ellen
- 2005 Brooklyn Lobster – als Lynn Miller
- 2002 Far from Heaven – als Doreen
- 2001 Amy & Isabelle – als ??
- 2000 Pollock – als Betty Parsons
- 2000 Mary and Rhoda – als curator van galerie
- 1997 Ellen Foster – als tante Betsy
- 1997 The Ice Storm – als weerverslaggeefster
- 1996 Un divan à New York – als Lizbeth Honeywell
- 1995 Miami Rhapsody – als Terri
- 1994 Normandy: The Great Crusade – als Karla King
- 1993 The Firm – als Kay Quinn
- 1993 Sleepless in Seattle – als Victoria
- 1990 Postcards from the Edge – als Carol
- 1990 Days of Thunder – als Lauren Daland
- 1988 Working Girl – als Phyllis Trask
- 1988 Eight Men Out – als Helen Weaver

### Televisieseries
Uitgezonderd eenmalige gastrollen.
- 2019 Tales of the City - als DeDe Halcyon Day - 6 afl.
- 2008 – 2012 One Life to Live – als Allison Perkins – 36 afl.
- 2001 Further Tales of the City – als Deidre Ligon Halcyon Day – 3 afl.
- 1998 – 1999 As the World Turns – als Rita Renfield - 14 afl.
- 1998 More Tales of the City – als DeDe Day – 6 afl.
- 1993 Tales of the City - als DeDe Halcyon Day - 6 afl.
- 1985 The Guiding Light – als Charlotte Wheaton - ? afl.

- Gemeinsame Normdatei: 1061366065
- International Standard Name Identifier: 0000 0000 6606 4462
- Library of Congress Control Number: no98132108
- Nationale Bibliotheek van Israël: 987007364505305171
- Système universitaire de documentation: 129596108
- Virtual International Authority File: 93451952